# 1092

## Události
- Vilém Raymond z Cerdagne vydal zakládací listinu města Villa Libéra – dnešního Villefranche-de-Conflent

## Narození
- ? – Adéla Savojská, francouzská královna († 18. listopadu 1154)
- ? – Sibyla Normandská, skotská královna († 11. nebo 12. července 1122)

## Úmrtí
Česko
- 14. leden – Vratislav II., český kníže a král (* kolem 1033)
- 6. září – Konrád I. Brněnský, český kníže( * asi 1035)

Svět
- 19. listopadu – Melik-šáh I., sultán Seldžucké říše (* 1055)

## Hlava státu
- České knížectví – Vratislav II. – Konrád I. Brněnský – Břetislav II.
- Svatá říše římská – Jindřich IV. – Konrád Francký vzdorokrál
- Papež – Urban II.
- Anglické království – Vilém II. Ryšavý
- Francouzské království – Filip I.
- Polské knížectví – Vladislav I. Herman
- Uherské království – Ladislav I.
- Byzantská říše – Alexios I. Komnenos